# Bryhnia hultenii
Bryhnia hultenii är en bladmossart som beskrevs av E. B. Bartram in Grout 1934. Bryhnia hultenii ingår i släktet Bryhnia och familjen Brachytheciaceae. Inga underarter finns listade i Catalogue of Life.